# Braian V. Aburaad
Braian Eduardo Villa Aburaad (30 de diciembre de 1988, Barranquilla) es un actor, clown y productor colombiano. Es reconocido por protagonizar las películas Ángel de mi vida del director samario Yuldor Gutiérrez y "Guayabo" de los Hermanos Jiménez.

## Carrera
Braian V. Aburaad es Maestro en Arte Dramático egresado de la facultad de Bellas Artes, Universidad del Atlántico, y aspirante de la maestría en Producción Audiovisual Creativa de La Universidad del Magdalena.
En teatro trabajó como improvisador con el grupo Proscenio Teatro de Barranquilla, en su espectáculo "La liga impro" bajo la dirección de Sergio Sarmiento en el año 2010. Cofundador y clown del colectivo teatral Vivadi Teatro en 2011-2014. En 2017 perteneció al elenco "Un hueco en la ciudad" de la compañía francesa de teatro contemporáneo Dérézo bajo la dirección de Charlie Windelschmidt, y  exintegrante, actor y director de proyectos de Parálisis Teatral dirigido por Andrés Vásquez. 
Desde el 2017 hasta el 2020 hizo parte de la plantilla de talentos del canal regional Telecaribe en los seriados Aníbal 'Sensación' Velásquez, Pescaito “El templo del futbol”, 3 Golpes, El Confesionario, Móvil, La Invencible Esther y Breicok.
En cine ha participado en films como “Bolaetrapo”, “Crimen con vista al mar”, “Blues 72”, “Archivo la noche” y El concursante, este último proyectada en el marco del Festival Internacional de Cine de Cartagena de Indias; protagonista en La película de Yuldor Gutiérrez Ángel de mi vida junto a Viña Machado y Junior Polo, y protagonista en la coproducción colombodominicana “Guayabo” de los Hermanos Jiménez, actor en “Esa Noche” de Luis Corporán, y actor y productor de campo en “Agua Salá” de Steven Morales. Actualmente jefe de producción del largometraje Las tres Marías de la productora ESUNA Casa Audiovisual.
Ha sido productor de las películas "Agua Salá" y "Las Tres Marías" del director barranquillero Steven Morales, 